# Dell
Dell Inc. (engl. Dell Inc.) je američka IT kompanija sa sedištem u gradu Raund Roku, država Teksas, koja se bavi proizvodnjom i distribucijom PC-a, prenosnih računara, televizora periferijalnih uređaja za računare itd.
Kompaniju je osnovao 1984. Majkl Del sa samo $1100. Prvo sedište kompanije je bilo u Delovoj studentskoj sobi.